# Rahu
Rahu je sanskrtski izraz, ki pomeni prijemalec.
V hinduizmu je Rahu planetni bog in demonska poosebitev naraščajočega meseca. Rahu je oče 32. kmetov. V podobi zmajeve glave se vozi v nebesnem vozu, katerega vleče osem črnih konj, da bi požrl sonce in mesec in tako povzročil sončev oziroma lunin mrk. Rahu je upodobljen bodisi brez glave na sovi ali kot velika glava brez telesa. Njegova simbolna znamenja (atributi) so meč, ščit in trizob.
Pri budistih v Tibetu pa je Rahu planetni bog in gospodar devtih planetov; eden od Krodhadevat. Upodobljen je z devetimi glavami, svojo lastno pa nosi na trebuhu. Spodnji del telesa pa je upodobljen v obliki zanke. Njegova simbolna znamenja so prapor, puščica in lok.